# Tangentni trapez
Tangéntni trapéz je v ravninski geometriji trapez, katerega stranice so tangente na krožnico - na včrtano krožnico. Je poseben primer tangentnega štirikotnika, kjer je vsaj en par nasprotnih stranic vzporeden. Kot pri drugi trapezih se vzporedni stranici imenujeta osnovnici, drugi dve pa sta kraka. Kraka imata lahko pri enakokrakem tangentnem trapezu enaki dolžini.

## Opredelitev
Konveksni štirikotnik je tangentni trapez, če in samo če za nasprotni stranici velja Pitotov izrek (štirikotnik je tangenten), dva njegova sosednja kota (ob krakih) pa sta suplementarna - to je res tudi za druga dva kota, in štirikotnik je trapez. Zaradi tega velja, da sta AB in CD osnovnici v tangentnem trapezu ABCD, če in samo če velja:
{\displaystyle a+c=b+d\!\,}
in:
{\displaystyle \alpha +\delta =\beta +\gamma =\pi \!\,.}

## Posebni primeri
Posebni primeri tangentnih trapezov so vsi rombi in kvadrati. Posebni primer tangentnega trapeza je pravokotni tangentni trapez.

## Obseg
Obseg tangentnega trapeza je skupna dolžina vseh stranic:
{\displaystyle o=a+b+c+d\!\,.}

## Ploščina
Obrazec za ploščino trapeza lahko s Pitotovim izrekom poenostavimo in dobimo obrazec za ploščino tangentnega trapeza:
{\displaystyle p={\frac {a+c}{a-c}}{\sqrt {ac(a-b)(b-c)}}\!\,.}
kjer sta a in c osnovnici (pri čemer je a > c), b pa je eden od krakov.
Ploščino lahko izrazimo tudi s pomočjo posameznih dolžin tangent g, h, i in j kot::129
{\displaystyle p={\sqrt[{4}]{ghij}}(g+h+i+j)\!\,.}

## Polmer včrtane krožnice
Z enakimi oznakami kot pri ploščini je polmer včrtane krožnice enak:
{\displaystyle r={\frac {p}{a+c}}={\frac {\sqrt {ac(a-b)(b-c)}}{a-c}}\!\,.}
Premer včrtane krožnice je enak višini tangentnega trapeza.
Polmer včrtane krožnice lahko izrazimo s pomočjo posameznih dolžin tangent kot::129
{\displaystyle r={\sqrt[{4}]{ghij}}\!\,.}